# Скорнякова, Мария Ивановна
Мари́я Ива́новна Скорняко́ва (ум. 1953) — главный зоотехник колхоза «Горшиха» (село Медягино, Ярославский район Ярославской области); Герой Социалистического Труда.

## Биография
В 1935 году колхозница сельхозартели «Дружба» Мария Ивановна Скорнякова выдвинулась в бригадиры молочно-товарной фермы в деревне Васильевское. Ферма была очень плохой: большой деревянный сарай, несколько десятков коров на привязи, плохой уход. Как следствие, очень низкими были надои. Исправить эту ситуацию заведующей было не по силам.
Тогда её послали на учёбу в школу животноводов в Галиче, откуда Мария Ивановна вернулась через 2 года со званием техника-животновода. К этому времени «Дружбу» и ещё одну сельхозартель присоединили к успешному колхозу «Горшиха», который стал обладателем животноводческого комплекса из трёх коровников и одного птичника. Скорякову назначили зоотехником укрупнённого колхоза.
Показатели надоев на всех фермах стали расти, но началась война. Однако работа по повышению продуктивности молочного стада совсем не прекратилась, а с окончанием войны значительно усилилась. В 1947 году в среднем от каждой из ста коров колхоз получил по 3197 кг молока. Правительство страны наградило группу животноводов орденами и медалями. Мария Ивановна получила орден Трудового Красного Знамени. На 1948 год горшихинцы приняли обязательство перед государством — получить в среднем от коровы не менее 4000 кг молока, а получили на 2,5 ц больше. Звание Героя Социалистического Труда группе животноводов колхоза, и в том числе Марии Ивановне Скорняковой, было присвоено в 1949 году.
Умерла в 1953 году после тяжёлой болезни.